# (403989) 2012 BR115
(403989) 2012 BR115 es un asteroide perteneciente al cinturón de asteroides, región del sistema solar que se encuentra entre las órbitas de Marte y Júpiter.
Fue descubierto el 27 de enero de 2012 por el equipo del proyecto Mount Lemmon Survey desde el observatorio del Monte Lemmon.

## Designación y nombre
Designado provisionalmente como 2012 BR115.

## Características orbitales
(403989) 2012 BR115 está situado a una distancia media del Sol de 2,791 ua, pudiendo alejarse hasta 2,922 ua y acercarse hasta 2,660 ua. Su excentricidad es 0,047 y la inclinación orbital 14,604 grados. Emplea 1702,90 días en completar una órbita alrededor del Sol.

## Características físicas
La magnitud absoluta de (403989) 2012 BR115 es 16,68.